# Oscar Rennebohm

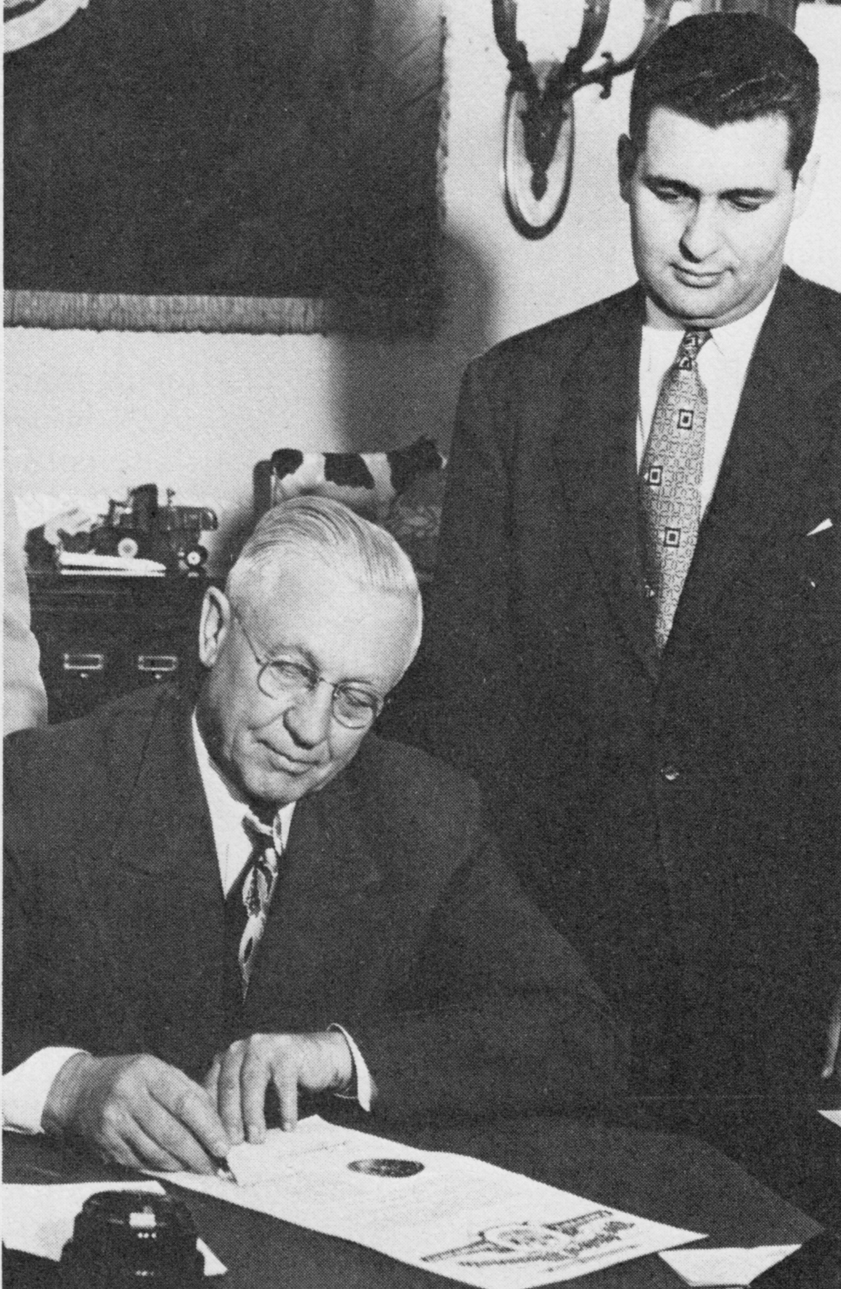
Wisconsin 1950. Gouverneur Rennebohm unterzeichnet ein Dokument

Oscar Rennebohm (* 25. Mai 1889 in Leeds, Columbia County, Wisconsin; † 15. Oktober 1968 in Madison, Wisconsin) war ein US-amerikanischer Apotheker und Politiker und von 1947 bis 1951 der 32. Gouverneur des Bundesstaates Wisconsin.

## Frühe Jahre
Im Alter von zehn Jahren zog Oscar Rennebohm mit seinen Eltern nach Milwaukee. Bis 1911 besuchte er die University of Wisconsin, wo er Pharmazie studierte. Danach arbeitete er als Apotheker. Später erwarb er selbst zwei Apotheken. Während des Ersten Weltkrieges besuchte er eine Offiziersschule der Marine und trat dann als Fähnrich in die US Navy ein.

## Politische Laufbahn
Rennebohm war Mitglied der Republikanischen Partei. Politisch trat er 1944 erstmals in Erscheinung, als er zum Vizegouverneur von Wisconsin gewählt wurde. Im Jahr 1946 wurde er in diesem Amt an der Seite von Gouverneur Walter Samuel Goodland bestätigt. Als Goodland im März 1947 nur wenige Wochen nach Beginn der neuen Amtszeit verstarb, musste Rennebohm das Amt des Gouverneurs übernehmen. Im Jahr 1948 wurde er dann von den Wählern Wisconsins für zwei weitere Jahre bestätigt. In seiner Regierungszeit betrieb Rennebohm eine Schulreform. Außerdem wurde ein Programm zum Bau für Wohnungen für Kriegsveteranen aufgelegt. Finanziert wurde diese Maßnahme mit einer Erhöhung der Alkoholsteuer. Im Jahr 1950 verzichtete Oscar Rennebohm auf eine weitere Kandidatur. Damit schied er am 1. Januar 1951 aus dem Amt des Gouverneurs aus.

## Weiterer Lebenslauf
Nach dem Ende seiner Gouverneurszeit widmete sich Rennebohm seinen privaten Interessen und hierbei insbesondere denen, die mit seinem Beruf als Apotheker zusammenhingen. So war er Präsident der Apothekervereinigung von Wisconsin und Vizepräsident der Bundesvereinigung der Apotheker der USA. Im Jahr 1952 wurde er vom neuen Gouverneur Walter Kohler in den Aufsichtsrat der University of Wisconsin berufen. Oscar Rennebohm starb im Jahr 1968. Er war mit Mary Fowler verheiratet, mit der er ein Kind hatte.